# Roberto Tripoli
José Roberto Nazello de Alvarenga Tripoli (São Paulo, 18 de setembro de 1954), mais conhecido como Roberto Tripoli, é um publicitário, ambientalista e político brasileiro, filiado ao Partido Verde (PV). É irmão do ex-deputado federal Ricardo Tripoli e do vereador Reginaldo Tripoli.

## Trajetória política
Foi filiado (1995-2005), e eleito pelo PSDB como vereador por duas legislaturas, sendo também presidente da Câmara Municipal de São Paulo por duas vezes (2005-2007).
Regressou ao PV em 2007. Em 2012 reelegeu-se para o cargo de vereador pela cidade de São Paulo sendo o candidato mais votado, com 132.313 votos.

### Desempenho em eleições
| Ano  | Eleição                | Coligação       | Partido | Candidato a       | Votos   | Resultado |
| ---- | ---------------------- | --------------- | ------- | ----------------- | ------- | --------- |
| 1988 | Municipal de São Paulo | sem coligação   | PMDB    | Vereador          | 17.642  | Eleito    |
| 1992 | Municipal de São Paulo | PV/PSDB         | PV      | Vereador          | 19.705  | Reeleito  |
| 1996 | Municipal de São Paulo | PSL/PV/PSDB/PPS | PSDB    | Vereador          | 33.590  | Reeleito  |
| 2000 | Municipal de São Paulo | sem coligação   | PSDB    | Vereador          | 40.629  | Reeleito  |
| 2004 | Municipal de São Paulo | sem coligação   | PSDB    | Vereador          | 57.405  | Reeleito  |
| 2008 | Municipal de São Paulo | sem coligação   | PV      | Vereador          | 45.750  | Reeleito  |
| 2012 | Municipal de São Paulo | sem coligação   | PV      | Vereador          | 132.313 | Reeleito  |
| 2014 | Estadual de São Paulo  | sem coligação   | PV      | Deputado Estadual | 232.467 | Eleito    |
| 2020 | Municipal de São Paulo | sem coligação   | PV      | Vereador          | 46.219  | Eleito    |
| 2024 | Municipal de São Paulo | PT/PC do B/PV   | PV      | Vereador          | 39.039  | Reeleito  |